# Погань (телесеріал)
«Погань» або «Флібег» (англ. Fleabag) — британський комедійно-драматичний телесеріал 2016 року, створений компанією Two Brothers Pictures для каналу BBC Three у співпраці з Amazon Studios. Сюжет заснований на моновиставі Фібі Воллер-Брідж, яку вперше було показано на театральному фестивалі Fringe в 2013 році. Сама Воллер-Брідж грає у серіалі головну героїню — молоду, вперту жінку з Лондона, яка хоче щось змінити в цьому світі, але стабільно потрапляє в неприємні ситуації. Сіан Кліффорд зіграла її сестру Клер, а Ендрю Скотт приєднався до акторського складу в ролі священика. Головна героїня часто ламає четверту стіну, щоб надати аудиторії пояснення, озвучити внутрішній монолог чи попутні коментарі.
Прем'єра серіалу відбулася 21 липня 2016 року, а другий і останній сезон завершився 8 квітня 2019 року. «Погань» отримав широке визнання критиків, зокрема за сценарій, акторську гру, а також унікальність та індивідуальність головної героїні. Багато оглядачів назвали його одним із найкращих комедійних серіалів усіх часів. Воллер-Брідж отримала нагороду Британської телевізійної академії за найкращу комедійну жіночу роль за перший сезон. Другий сезон серіалу отримав 11 номінацій на прайм-тайм премію «Еммі» та виграв шість, причому Воллер-Брідж отримала нагороди за «найкращий комедійний телесеріал», «найкраща акторка в комедійному телесеріалі» та «накращий сценарій комедійного телесеріалу»; крім цього акторські номінації отримали Сіан Кліффорд, Олівія Колман та запрошені зірки Фіона Шоу та Крістін Скотт Томас. Серіал отримав премію «Золотий глобус» за найкращий телевізійний серіал і найкращу акторку, Ендрю Скотт також був номінований на найкращого актора.

## Сюжет
Головна героїня веде нерозбірливе і необтяжене життя в сучасному Лондоні. Дівчині близько тридцяти, вона так і не знайшла свого призначення, а тому, намагаючись хоч щось змінити у своєму божевільному житті, постійно потрапляє у всілякі неприємності. Не в силах знайти своє кохання, тому що в світі не так багато молодих людей, здатних витримати її характер, вона все частіше змушена задовольнятися знайомствами на одну ніч, змінюючи партнерів немов рукавички. Та й з ріднею у дівчини стосунки не ладнаються: батько давно перестав звертати увагу на проблеми сім'ї, з мачухою не вдалося порозумітися із самого початку, а зарозуміла сестра, яка пишається двома вищими освітами і сімейним становищем її просто бісить. Спроби створити власний бізнес також не увінчалися успіхом, відкритий нею заклад не приносить ні грошей, ні радості. Не так давно вона втратила близьку подругу, через що відчуває самотність і почуття провини. Сум від втрати перетворюється в гнів, який вона зганяє на всіх, хто намагається якось їй допомогти. Дівчина розуміє, що заплуталася в житті, але не знає, як пробачити себе за минулі помилки.

## Акторський склад

### Головні персонажі
| Актор             | Роль                                                      |
| ----------------- | --------------------------------------------------------- |
| Фібі Уоллер-Брідж | Погань/Флібег (в сценарії не згадується її справжнє ім'я) |
| Сіан Кліффорд     | Клер, сестра Флібег, з якою у неї непрості стосунки       |
| Ендрю Скотт       | священик, в якого закохується Флібег (2 сезон)            |

### Другорядні персонажі
| Актор            | Роль |
| ---------------- | --- |
| Олівія Колман    | хрещена матір Флібег і Клер, яка почала зустрічатись з їхнім батьком незабаром після смерті матері та згодом стала їхньою мачухою |
| Білл Патерсон    | батько Флібег та Клер |
| Бретт Гелман     | Мартін, чоловік Клер |
| Г'ю Скіннер      | Гаррі, колишній хлопець Флібег |
| Г'ю Денніс       | менеджер банку, до якого звернулась Флібег із проханням отримати позику (1 сезон; гостьова участь в 2 сезоні)                     |
| Бен Олдрідж      | Мудак, один з коханців Флібег, якого вона так назвала за його смак до анального сексу (1 сезон; гостьова участь в 2 сезоні)       |
| Дженні Рейнсфорд | Бу, найкраща подруга та ділова партнерка Флібег, яка померла                                                                      |

### Гостьові ролі
| Актор               | Роль                                                                                       |
| ------------------- | ------------------------------------------------------------------------------------------ |
| Джеймі Деметріу     | «гризун з автобуса», один з коханців Флібег (1 сезон)                                      |
| Фіона Шоу           | консультант Флібег (2 сезон)                                                               |
| Крістін Скотт Томас | Белінда, успішна бізнес-леді, яка знайомиться з Флібег на церемонії нагородження (2 сезон) |
| Рей Фірон           | гарячий женоненависник, який є адвокатом Флібег і одним із її любовних інтересів (2 сезон) |
| Крістіан Гіллборг   | Клар, фінський діловий партнер Клер (2 сезон)                                              |
| Джо Мартін          | Пем, працює в церкві священика (2 сезон)                                                   |
| Ангус Імрі          | Джейк, син-підліток Мартіна та пасинок Клер (2 сезон)                                      |